# Zygmunt Biesiadecki
Zygmunt Tadeusz Biesiadecki (26 de outubro de 1894 - janeiro de 1944) foi um ator e diretor polaco. Ele atuou em teatro e em cinema entre 1912 e 1939. Membro da resistência durante a Segunda Guerra Mundial, ele e a sua esposa foram presos pelas tropas alemãs e executados numa execução numa rua em janeiro de 1944.